# Tomas Kutavičius
Tomas Kutavičius (* 1964) ist ein litauischer Jazzpianist und Komponist.

## Leben und Wirken
Kutavičius, dessen Vater der Komponist Bronius Kutavičius ist, erhielt zunächst klassischen Klavierunterricht; er wurde an der M. K. Čiurlionis-Kunstgymnasium, dann am Konservatorium von Vilnius und der Litauischen Musikakademie ausgebildet, bevor er Kompositionsunterricht von seinem Vater erhielt. Während seiner Zeit auf dem Konservatorium begann er 1985, Erfahrungen als Jazzmusiker in der Bigband der Einrichtung zu sammeln. Dann arbeitete er mit Musikern wie Petras Vyšniauskas, Arkadijus Gotesmanas, Juozas Milašius, Dalius Naujokaitis, Vytautas Labutis, Vladimir Tarasov und Vladimir Chekasin, aber auch mit Theo Jörgensmann, Kai Kanthak und Klaus Kugel zusammen. Seit 1990 leitete er auch eigene Gruppen; er trat auf internationalen Festivals auf und tourte auch in Nordamerika sowie Mittel- und Westeuropa.
Neben Jazzstücken und Ballettmusiken verfasste Kutavičius die Kindermusicals Jeronimas’ Tales (1997), The Horse and the River (1998) und die Opern Mother’s Eyes (1999), Carmen Songs (2003) sowie Longnose the Dwarf (nach dem Märchen von Wilhelm Hauff, 2005). 1997 erhielt er auf dem Internationalen Theaterfestival in Grenoble den Grand Prix für seine Bühnenmusik zum Theaterstück A Journey. Neben seiner Arbeit als Musiker und Komponist unterrichtet er an der Liepaites-Chor-Schule in Vilnius und lehrt am Jazz-Lehrstuhl der Musikakademie der Vytauto Didžiojo universitetas in Kaunas.

## Diskographische Hinweise
- Skirmantas Sasnauskas Quartet: Song for Children (mit Eugenijus Kanevičius, Linas Būda, 1989)
- Petras Vyšniauskas, Tomas Kutavičius, Eugenijus Kanevičius: Symphonic Miniatures (1993)
- Sandbound Cemetery (solo, 1995)